# Zomerse dag
Van een zomerse dag is sprake wanneer de maximumtemperatuur op die dag, gemeten in een weerhut, 25 °C of meer bedraagt. In Nederland neemt men als landelijke maatstaf de metingen door het KNMI in De Bilt, in België de metingen door het KMI in Ukkel. Is bovendien de gemeten temperatuur 30,0 °C of hoger, dan is in Nederland en in België sprake van een tropische dag.

## Frequentie in België
In Ukkel zijn er gemiddeld 28,1 zomerse dagen.

## Nederland[2]
Nederland heeft, gemiddeld over 1991-2020, per jaar tussen de 8 (op de Waddeneilanden) en meer dan 40 zomerse dagen (in Arcen). In De Bilt zijn dit er gemiddeld 28, waarvan 4 in mei, 5 in juni, 9 in juli, 8 in augustus en 2 in september. Het aantal zomerse dagen is in De Bilt gemiddeld met 6 toegenomen tussen 1971-2000 en 1991-2020.
Sinds 1849 had De Bilt, volgens de oude metingen van vóór 2016, de meeste zomerse dagen in 1947: 64, waarvan 46 in juni, juli en augustus. Na de bijstelling van 2016 staat nu 2018 met 55 zomerse dagen bovenaan (en 1947 met 46 op de vierde plaats). De langste reeks in De Bilt was in 1975: 18 zomerse dagen tussen 29 juli en 15 augustus. Regionaal is het record een serie van 29 in Noord-Brabant en Limburg tussen 12 juli en 9 augustus 2018 met als maximumtemperatuur 38,2° in Arcen.
De vroegste zomerse dag in De Bilt ooit was 14 april 2007 toen het 27,6° werd, de laatste was op 13 oktober 2018 met 26,3°.